# Cottus bendirei
Cottus bendirei är en fiskart som först beskrevs av Bean, 1881.  Cottus bendirei ingår i släktet Cottus och familjen simpor. Inga underarter finns listade i Catalogue of Life.